# Temporada 2023 del Campeonato de Fórmula Regional de Medio Oriente
La temporada 2023 del Campeonato de Fórmula Regional de Medio Oriente fue la sexta edición de dicho campeonato y la segunda con el nuevo nombre. La temporada se disputó en los meses de enero y febrero de 2023. Después de dos años de estar contenida en la península arábiga, la serie también renunció al nombre de «Fórmula Regional Asiática» y pasó a llamarse «Fórmula Regional de Medio Oriente».
Andrea Kimi Antonelli ganó el título de pilotos, mientras que Mumbai Falcons Racing Limited se quedó con el título de equipos.

## Equipos y pilotos
| Equipo                                | N.º | Pilotos                  | Estado | Rondas   |
| ------------------------------------- | --- | ------------------------ | ------ | -------- |
| R&B Racing                            | 2   | Giovanni Maschio         | N      | Todas    |
| R&B Racing                            | 18  | Cenyu Han                |        | Todas    |
| R&B Racing                            | 22  | Zhongwei Wang            |        | 1-3      |
| R&B Racing                            | 22  | Ruobin Tang              | N      | 5        |
| PHM Racing                            | 5   | Taylor Barnard           | N      | Todas    |
| PHM Racing                            | 13  | Joshua Dufek             |        | Todas    |
| PHM Racing                            | 15  | Nikita Bedrin            | N      | Todas    |
| Mumbai Falcons Racing Limited         | 7   | Lorenzo Fluxá            |        | Todas    |
| Mumbai Falcons Racing Limited         | 8   | Rafael Câmara            | N      | Todas    |
| Mumbai Falcons Racing Limited         | 10  | Dino Beganovic           |        | 1-2      |
| Mumbai Falcons Racing Limited         | 12  | Andrea Kimi Antonelli    | N      | Todas    |
| Mumbai Falcons Racing Limited         | 28  | Kirill Smal              | N      | 3-5      |
| R-ace GP                              | 11  | Levente Révész           |        | Todas    |
| R-ace GP                              | 34  | Francesco Braschi        |        | 1-2      |
| R-ace GP                              | 34  | Martinius Stenshorne     | N      | 3-5      |
| R-ace GP                              | 47  | Nikhil Bohra             | N      | Todas    |
| R-ace GP                              | 77  | Tim Tramnitz             |        | 4-5      |
| R-ace GP                              | 88  | Matías Zagazeta          |        | 1-3      |
| Pinnacle VAR                          | 14  | Tasanapol Inthraphuvasak | N      | Todas    |
| Pinnacle VAR                          | 23  | Pepe Martí               |        | 1-2, 4-5 |
| Pinnacle VAR                          | 38  | Rafael Villagómez        |        | 1-4      |
| Pinnacle VAR                          | 50  | Ayato Iwasaki            |        | 3        |
| Pinnacle VAR                          | 68  | Niels Koolen             | N      | Todas    |
| Prema Racing                          | 24  | Michael Shin             | N      | Todas    |
| Prema Racing                          | 27  | Aiden Neate              | N      | Todas    |
| R&B Racing (GRS)                      | 33  | Nikola Tsolov            | N      | 5        |
| Hitech Grand Prix                     | 52  | Jak Crawford             |        | 1        |
| Hitech Grand Prix                     | 52  | Luke Browning            |        | 2-3      |
| Hitech Grand Prix                     | 53  | Gabriele Minì            |        | 1-2      |
| Hitech Grand Prix                     | 54  | Daniel Mavlyutov         | N      | Todas    |
| Hitech Grand Prix                     | 55  | Sebastián Montoya        |        | Todas    |
| Hyderabad Blackbirds by MP Motorsport | 60  | Mari Boya                |        | Todas    |
| Hyderabad Blackbirds by MP Motorsport | 61  | Sami Meguetounif         |        | Todas    |
| Hyderabad Blackbirds by MP Motorsport | 62  | Brad Benavides           |        | Todas    |
| Hyderabad Blackbirds by MP Motorsport | 63  | Sebastian Øgaard         | N      | 1, 4     |
| Hyderabad Blackbirds by MP Motorsport | 63  | Joshua Dürksen           |        | 2-3      |
| Hyderabad Blackbirds by MP Motorsport | 63  | Owen Tangavelou          |        | 5        |
| Fuentes:                              |     |                          |        |          |

| Icono | Estado |
| ----- | ------ |
| N     | Novato |

## Calendario
El calendario 2023 se anunció por primera vez el 4 de agosto de 2022 y siguió la tendencia de usar circuitos en la península arábiga. El Kuwait Motor Town marcó la primera aparición del campeonato fuera de los Emiratos Árabes Unidos desde la temporada 2019-20.
| Ronda   | Ronda | Circuito             | Fecha         |
| ------- | ----- | -------------------- | ------------- |
| 1       | C1    | Autódromo de Dubái 1 | 14 de enero   |
| 1       | C2    | Autódromo de Dubái 1 | 14 de enero   |
| 1       | C3    | Autódromo de Dubái 1 | 14 de enero   |
| 2       | C1    | Kuwait Motor Town 1  | 27 de enero   |
| 2       | C2    | Kuwait Motor Town 1  | 28 de enero   |
| 2       | C3    | Kuwait Motor Town 1  | 28 de enero   |
| 3       | C1    | Kuwait Motor Town 2  | 31 de enero   |
| 3       | C2    | Kuwait Motor Town 2  | 1 de febrero  |
| 3       | C3    | Kuwait Motor Town 2  | 1 de febrero  |
| 4       | C1    | Autódromo de Dubái 2 | 11 de febrero |
| 4       | C2    | Autódromo de Dubái 2 | 12 de febrero |
| 4       | C3    | Autódromo de Dubái 2 | 12 de febrero |
| 5       | C1    | Circuito Yas Marina  | 18 de febrero |
| 5       | C2    | Circuito Yas Marina  | 19 de febrero |
| 5       | C3    | Circuito Yas Marina  | 19 de febrero |
| Fuente: |       |                      |               |

## Resultados
| Ronda | Ronda | Ronda      | Pole Position         | Vuelta rápida         | Piloto ganador        | Equipo ganador                        | Novato ganador        |
| ----- | ----- | ---------- | --------------------- | --------------------- | --------------------- | ------------------------------------- | --------------------- |
| 1     | C1    | Dubái 1    | Gabriele Minì         | Dino Beganovic        | Dino Beganovic        | Mumbai Falcons Racing Limited         | Taylor Barnard        |
| 1     | C2    | Dubái 1    |                       | Andrea Kimi Antonelli | Nikhil Bohra          | R-ace GP                              | Nikhil Bohra          |
| 1     | C3    | Dubái 1    | Andrea Kimi Antonelli | Mari Boya             | Mari Boya             | Hyderabad Blackbirds by MP Motorsport | Andrea Kimi Antonelli |
| 2     | C1    | Kuwait 1   | Joshua Dürksen        | Andrea Kimi Antonelli | Dino Beganovic        | Mumbai Falcons Racing Limited         | Andrea Kimi Antonelli |
| 2     | C2    | Kuwait 1   |                       | Joshua Dufek          | Taylor Barnard        | PHM Racing                            | Taylor Barnard        |
| 2     | C3    | Kuwait 1   | Sami Meguetounif      | Joshua Dufek          | Sami Meguetounif      | Hyderabad Blackbirds by MP Motorsport | Andrea Kimi Antonelli |
| 3     | C1    | Kuwait 2   | Joshua Dürksen        | Taylor Barnard        | Andrea Kimi Antonelli | Mumbai Falcons Racing Limited         | Andrea Kimi Antonelli |
| 3     | C2    | Kuwait 2   |                       | Nikhil Bohra          | Andrea Kimi Antonelli | Mumbai Falcons Racing Limited         | Andrea Kimi Antonelli |
| 3     | C3    | Kuwait 2   | Sami Meguetounif      | Taylor Barnard        | Taylor Barnard        | PHM Racing                            | Taylor Barnard        |
| 4     | C1    | Dubái 2    | Andrea Kimi Antonelli | Andrea Kimi Antonelli | Andrea Kimi Antonelli | Mumbai Falcons Racing Limited         | Andrea Kimi Antonelli |
| 4     | C2    | Dubái 2    |                       | Taylor Barnard        | Pepe Martí            | Pinnacle VAR                          | Taylor Barnard        |
| 4     | C3    | Dubái 2    | Nikita Bedrin         | Joshua Dufek          | Nikita Bedrin         | PHM Racing                            | Nikita Bedrin         |
| 5     | C1    | Yas Marina | Andrea Kimi Antonelli | Mari Boya             | Mari Boya             | Hyderabad Blackbirds by MP Motorsport | Rafael Câmara         |
| 5     | C2    | Yas Marina |                       | Andrea Kimi Antonelli | Pepe Martí            | Pinnacle VAR                          | Michael Shin          |
| 5     | C3    | Yas Marina | Nikita Bedrin         | Andrea Kimi Antonelli | Nikita Bedrin         | PHM Racing                            | Nikita Bedrin         |

## Clasificaciones

### Sistema de puntuación
| Posición | 1.º | 2.º | 3.º | 4.º | 5.º | 6.º | 7.º | 8.º | 9.º | 10.º |
| Puntos   | 25  | 18  | 15  | 12  | 10  | 8   | 6   | 4   | 2   | 1    |

### Campeonato de Pilotos
| Pos. | Piloto                   | DUB1 | DUB1 | DUB1 | KUW1 | KUW1 | KUW1 | KUW2 | KUW2 | KUW2 | DUB2 | DUB2 | DUB2 | YMC | YMC | YMC | Puntos |
| ---- | ------------------------ | ---- | ---- | ---- | ---- | ---- | ---- | ---- | ---- | ---- | ---- | ---- | ---- | --- | --- | --- | ------ |
| 1    | Andrea Kimi Antonelli    | 4    | 6    | 2    | 2    | Ret  | 2    | 1    | 1    | 4    | 1    | 10   | 4    | 15  | 13  | 2   | 192    |
| 2    | Taylor Barnard           | 3    | 3    | Ret  | 14   | 1    | Ret  | 4    | 24†  | 1    | 3    | 3    | 2    | 14  | 18  | 4   | 152    |
| 3    | Rafael Câmara            | 5    | 5    | 4    | 18†  | 3    | Ret  | 2    | Ret  | 2    | 2    | 23   | 16   | 3   | 11  | 3   | 131    |
| 4    | Lorenzo Fluxá            | 8    | 4    | 11   | Ret  | 12   | 4    | 5    | 3    | 3    | 8    | 2    | 5    | 4   | 5   | 11  | 122    |
| 5    | Mari Boya                | 12   | 13   | 1    | Ret  | 14   | 13   | 3    | 4    | 10   | 6    | 4    | 6    | 1   | 10  | 18  | 107    |
| 6    | Joshua Dufek             | 6    | 15   | 13   | 3    | DSQ  | 10   | 9    | 7    | 7    | 4    | 6    | 3    | 5   | 4   | 5   | 105    |
| 7    | Pepe Martí               | 14   | 9    | 6    | Ret  | 10   | 6    |      |      |      | 10   | 1    | 11   | 6   | 1   | 10  | 79     |
| 8    | Nikita Bedrin            | Ret  | 14   | 7    | Ret  | 19   | 8    | 7    | Ret  | 15   | 5    | 19   | 1    | Ret | 9   | 1   | 78     |
| 9    | Nikhil Bohra             | 10   | 1    | 10   | 8    | 2    | 11   | 19   | 5    | 11   | 18   | 13   | 8    | 7   | 8   | Ret | 73     |
| 10   | Sami Meguetounif         | Ret  | Ret  | Ret  | 17   | 4    | 1    | 25†  | 12   | 5    | 13   | 18   | Ret  | 2   | Ret | Ret | 65     |
| 11   | Dino Beganovic           | 1    | Ret  | 9    | 1    | 20   | 5    |      |      |      |      |      |      |     |     |     | 62     |
| 12   | Aiden Neate              | 9    | 2    | 12   | 4    | 8    | 9    | 8    | 16   | 16   | 9    | 5    | 15   | Ret | 12  | 8   | 58     |
| 13   | Rafael Villagómez        | 17   | 11   | 20   | 6    | 5    | Ret  | 6    | 2    | 14   | Ret  | 20   | 13   |     |     |     | 44     |
| 14   | Michael Shin             | 18   | 18   | 19   | 5    | 11   | Ret  | 18   | 8    | 17   | 17   | 16   | 14   | 10  | 2   | 9   | 35     |
| 15   | Kirill Smal              |      |      |      |      |      |      | 10   | 20   | 24   | 12   | 15   | 7    | 8   | 3   | 7   | 32     |
| 16   | Joshua Dürksen           |      |      |      | Ret  | 7    | 3    | 26†  | 15   | 6    |      |      |      |     |     |     | 29     |
| 17   | Matías Zagazeta          | 2    | 12   | Ret  | 9    | 13   | 7    | 23   | Ret  | 9    |      |      |      |     |     |     | 28     |
| 18   | Martinius Stenshorne     |      |      |      |      |      |      | 13   | 11   | 8    | 15   | 9    | 21†  | 11  | 7   | 6   | 20     |
| 19   | Tasanapol Inthraphuvasak | 16   | 10   | 3    | DNS  | 16   | 12   | 11   | 9    | 21   | 23   | 14   | 10   | 16  | 14  | 20† | 19     |
| 20   | Tim Tramnitz             |      |      |      |      |      |      |      |      |      | 7    | 7    | 9    | 21  | 24  | Ret | 14     |
| 21   | Sebastián Montoya        | 15   | 17   | 18   | Ret  | Ret  | 16   | 12   | 6    | 13   | 14   | 8    | 12   | 12  | 16  | 21† | 12     |
| 22   | Gabriele Minì            | 11   | 21   | 5    | Ret  | Ret  | 19   |      |      |      |      |      |      |     |     |     | 10     |
| 23   | Nikola Tsolov            |      |      |      |      |      |      |      |      |      |      |      |      | 9   | 6   | 15  | 10     |
| 24   | Sebastian Øgaard         | 7    | 8    | 17   |      |      |      |      |      |      | 19   | 17   | 17   |     |     |     | 10     |
| 25   | Levente Révész           | Ret  | 25†  | 14   | 10   | 6    | 17   | 14   | 13   | 12   | 16   | 12   | 20   | 17  | 20  | Ret | 9      |
| 26   | Luke Browning            |      |      |      | 7    | 9    | 20   | 15   | 14   | Ret  |      |      |      |     |     |     | 8      |
| 27   | Francesco Braschi        | 13   | 7    | 16   | Ret  | 15   | 18   |      |      |      |      |      |      |     |     |     | 6      |
| 28   | Jak Crawford             | 19   | 16   | 8    |      |      |      |      |      |      |      |      |      |     |     |     | 4      |
| 29   | Brad Benavides           | 24   | 20   | 15   | Ret  | DNS  | DNS  | 16   | 10   | Ret  | 11   | 11   | 22†  | 18  | 15  | 13  | 1      |
| 30   | Giovanni Maschio         | 20   | 19   | 24   | 11   | 18   | 15   | 17   | 17   | 18   | 24†  | Ret  | 19   | Ret | Ret | 19† | 0      |
| 31   | Niels Koolen             | 22   | 22   | 21   | 12   | 21   | 21   | 20   | 21   | 22   | 22   | Ret  | 18   | 20  | 21  | 14  | 0      |
| 32   | Daniel Mavlyutov         | 23   | 23   | 22   | 16   | 22   | 22   | 22   | 19   | DSQ  | 21   | 22   | Ret  | 22  | 22  | 12  | 0      |
| 33   | Owen Tangavelou          |      |      |      |      |      |      |      |      |      |      |      |      | 13  | 17  | Ret | 0      |
| 34   | Zhongwei Wang            | DNS  | DNS  | DNS  | 13   | 23   | 23   | 24   | 22   | 23   |      |      |      |     |     |     | 0      |
| 35   | Cenyu Han                | 21   | 24   | 23   | 15   | 17   | 14   | 21   | 23   | 19   | 20   | 21   | Ret  | 19  | 19  | 17  | 0      |
| 36   | Ruobin Tang              |      |      |      |      |      |      |      |      |      |      |      |      | 23  | 23  | 16  | 0      |
| 37   | Ayato Iwasaki            |      |      |      |      |      |      | Ret  | 18   | 20   |      |      |      |     |     |     | 0      |
| Pos. | Piloto                   | DUB1 | DUB1 | DUB1 | KUW1 | KUW1 | KUW1 | KUW2 | KUW2 | KUW2 | DUB2 | DUB2 | DUB2 | YMC | YMC | YMC | Puntos |

| Color     | Resultado                                                               |
| --------- | ----------------------------------------------------------------------- |
| Oro       | Ganador                                                                 |
| Plata     | 2.ª plaza                                                               |
| Bronce    | 3.ª plaza                                                               |
| Verde     | Finalizó en los puntos                                                  |
| Azul      | Finalizó sin puntos                                                     |
| Azul      | NC - No clasificado                                                     |
| Violeta   | Ret - No terminó (Carrera)                                              |
| Rojo      | DNQ - No se clasificó                                                   |
| Negro     | DSQ - Descalificado                                                     |
| Blanco    | DNS - No empezó (carrera)                                               |
| Blanco    | WD - Retirado (fin de semana)                                           |
| Blanco    | C - Carrera cancelada                                                   |
| Sin color | DNP - Inscrito pero no participó                                        |
| Sin color | INJ - Lesionado                                                         |
| Sin color | EX - Excluido                                                           |
| Estado    | Resultado                                                               |
| Negrita   | Pole position                                                           |
| Cursiva   | Vuelta rápida                                                           |
| †         | Abandona, pero clasifica al completar el porcentaje requerido para ello |

Fuente: FR Medio Oriente.

### Copa de Novatos
| Pos. | Piloto                   | Puntos |
| ---- | ------------------------ | ------ |
| 1    | Andrea Kimi Antonelli    | 244    |
| 2    | Taylor Barnard           | 190    |
| 3    | Nikhil Bohra             | 165    |
| 4    | Rafael Câmara            | 163    |
| 5    | Aiden Neate              | 147    |
| 6    | Nikita Bedrin            | 133    |
| 7    | Michael Shin             | 108    |
| 8    | Tasanapol Inthraphuvasak | 84     |
| 9    | Kirill Smal              | 77     |
| 10   | Martinius Stenshorne     | 75     |
| 11   | Giovanni Maschio         | 36     |
| 12   | Sebastian Øgaard         | 30     |
| 13   | Nikola Tsolov            | 28     |
| 14   | Daniel Mavlyutov         | 24     |
| 15   | Ruobin Tang              | 0      |

### Campeonato de Equipos
| Pos. | Equipo                                | Puntos |
| ---- | ------------------------------------- | ------ |
| 1    | Mumbai Falcons Racing Limited         | 338    |
| 2    | PHM Racing                            | 247    |
| 3    | Hyderabad Blackbirds by MP Motorsport | 135    |
| 4    | Pinnacle VAR                          | 124    |
| 5    | R-ace GP                              | 95     |
| 6    | Prema Racing                          | 93     |
| 7    | Hitech Grand Prix                     | 34     |
| 8    | R&B Racing                            | 10     |

### Citas
1. ↑  Wood, Ida (7 de diciembre de 2021). «Confusion reigns as two series adopt FRegional Asia name for 2022». Formula Scout. Consultado el 7 de diciembre de 2021.
2. ↑  «Fórmula Regional Oriente Medio: Antonelli se lleva el título con un podio». SoyMotor.com. 19 de febrero de 2023. Consultado el 19 de febrero de 2023.
3. 1 2 3  Wood, Ida (22 de diciembre de 2022). «Chinese team signs new Alonso protege for FRegional Middle East». Formula Scout (en inglés estadounidense). Consultado el 22 de diciembre de 2022.
4. ↑  «Formula Regional Middle East Championship - Result Test Session 1» (PDF). Campeonato de Fórmula Regional de Medio Oriente (en inglés). 17 de febrero de 2023. Consultado el 17 de febrero de 2023.
5. ↑  Wood, Ida (7 de diciembre de 2022). «ADAC F4 runner-up Taylor Barnard set to race in FIA F3 next year». Formula Scout (en inglés estadounidense). Consultado el 7 de diciembre de 2022.
6. ↑  Wood, Ida (6 de diciembre de 2022). «PHM Racing enters FRegional Middle East, signs Joshua Dufek». FormulaScout.com (en inglés). Consultado el 6 de diciembre de 2022.
7. ↑  Wood, Ida (6 de diciembre de 2022). «Nikita Bedrin steps up to FRegional with PHM Racing». Formula Scout (en inglés estadounidense). Consultado el 6 de diciembre de 2022.
8. 1 2 3 4 5 6  «PREMA, Mumbai Falcons set for 2023 start with full ranks». Prema Powerteam (en inglés). 9 de enero de 2023. Archivado desde el original el 9 de enero de 2023. Consultado el 9 de enero de 2023.
9. 1 2 3 4 5 6  Wood, Ida (2 de enero de 2023). «R-ace GP reveals six drivers for four-car FRegional Middle East line-up». Formula Scout (en inglés). Consultado el 2 de enero de 2023.
10. 1 2 3 4  «VAR ENTERS FRMEC AND F4 UAE SERIES WITH PINNACLE MOTORSPORT». Van Amersfoort Racing (en inglés). 5 de enero de 2023. Consultado el 5 de enero de 2023.
11. ↑  «NEWS | 🇰🇼 Here's the final entry list for Round 3 of FRMEC. Changes compared to Round 2: Smal (Mumbai Falcons), Stenshorne (R-ACE GP), Iwasaki (Pinnacle VAR) Absent: Beganovic (Mumbai Falcons), Braschi (R-ACE GP), Marti (Pinnacle VAR)». Feeder Series en Twitter (en inglés). 30 de enero de 2023. Consultado el 30 de enero de 2023.
12. ↑  Wood, Ida (20 de diciembre de 2022). «Prema announces British F4 graduate Michael Shin for FRMEC». FormulaScout.com (en inglés). Consultado el 20 de diciembre de 2022.
13. ↑  «DRIVER ANNOUNCEMENT | 🇧🇬 Nikola Tsolov will join R&B Racing for the final Round of FRMEC at Yas Marina! The 16-year-old Alpine Junior will compete in FIA F3 this ART year after winning Spanish F4 in 2022.». Feeder Series en Twitter (en inglés). 16 de febrero de 2023. Consultado el 16 de febrero de 2023.
14. 1 2 3 4  «Hitech announce 2023 Formula Regional Middle East line up». F3 Asian Championship (en inglés). 7 de enero de 2023. Consultado el 7 de enero de 2023.
15. 1 2  «NEWS | 🇦🇪 Here's the final entry list for Round 2 of FRMEC! Changes compared to Round 1: Duerksen (Hyderabad Blackbirds by MP Motorsport), Browning (Hitech) makes his FRMEC Debut. Absent: Øgaard, Crawford.». Feeder Series en Twitter (en inglés). 23 de enero de 2023. Consultado el 23 de enero de 2023.
16. 1 2 3 4  Wood, Ida (7 de enero de 2023). «MP announces drivers and Hyderabad Blackbirds branding for FRMEC». Formula Scout (en inglés estadounidense). Consultado el 7 de enero de 2023.
17. ↑  «🚨 FRMEC Update! Owen Tangavelou replaces Sebastian Ogaard during the last round of FRMEC and will join Brad, Mari and Sami this weekend in Abu Dhabi! #MPmotorsport #FRMEC #YasMarinaCircuit #AcceleratingTalent». MP Motorsport en Twitter (en inglés). 15 de febrero de 2023. Consultado el 16 de febrero de 2023.
18. ↑  «Formula Regional Middle East Championship certified by FIA announced». Campeonato de Fórmula Regional de Medio Oriente (en inglés). 15 de noviembre de 2022. Consultado el 30 de noviembre de 2022.
19. ↑  Bruin, Lois de (6 de enero de 2023). «MP and Blackbirds team up for 2023 FRMEC season». MP Motorsport (en inglés). Consultado el 6 de enero de 2023.
20. ↑  «F4 UAE announces 2023 provisional calendar and F1 non-championship support race». FR Asian Championship.
21. ↑  Wood, Ida (4 de agosto de 2022). «FRAC and F4 UAE to race in Kuwait in 2023». Formula Scout (en inglés estadounidense). Consultado el 4 de agosto de 2022.
22. ↑  Wood, Ida (10 de noviembre de 2022). «FRegional Middle East series created via rebrand and tweaked calendar». FormulaScout.com (en inglés). Consultado el 8 de enero de 2023.}
23. ↑  «2022 DRIVERS CLASSIFICATION». Campeonato de Fórmula Regional de Medio Oriente (en inglés). Consultado el 14 de enero de 2023.